# Casa de la Vall
La Casa de la Vall (traduit selon les cas du catalan en : « Maison de la Vallée » ou « Maison des Vallées ») est le siège historique du Conseil général d'Andorre, l'assemblée législative de la principauté d'Andorre, situé à Andorre-la-Vieille, la capitale.
Il fait partie des édifices protégés de la principauté depuis 16 juillet 2003.
Depuis 2011 et l'inauguration du nouveau bâtiment parlementaire, le Conseil général ne siège dans son bâtiment historique que pour la session d'ouverture de la législature ainsi que pour la session de la Saint-Thomas.

## Historique
Construite en 1580, elle fut la propriété de la famille Busquets jusqu’à ce qu’elle soit acquise en 1702 par le Consell de la Terra (« Conseil de la Terre »), assemblée formée par des représentants des populations des vallées et veillant sur celles-ci.

## Description

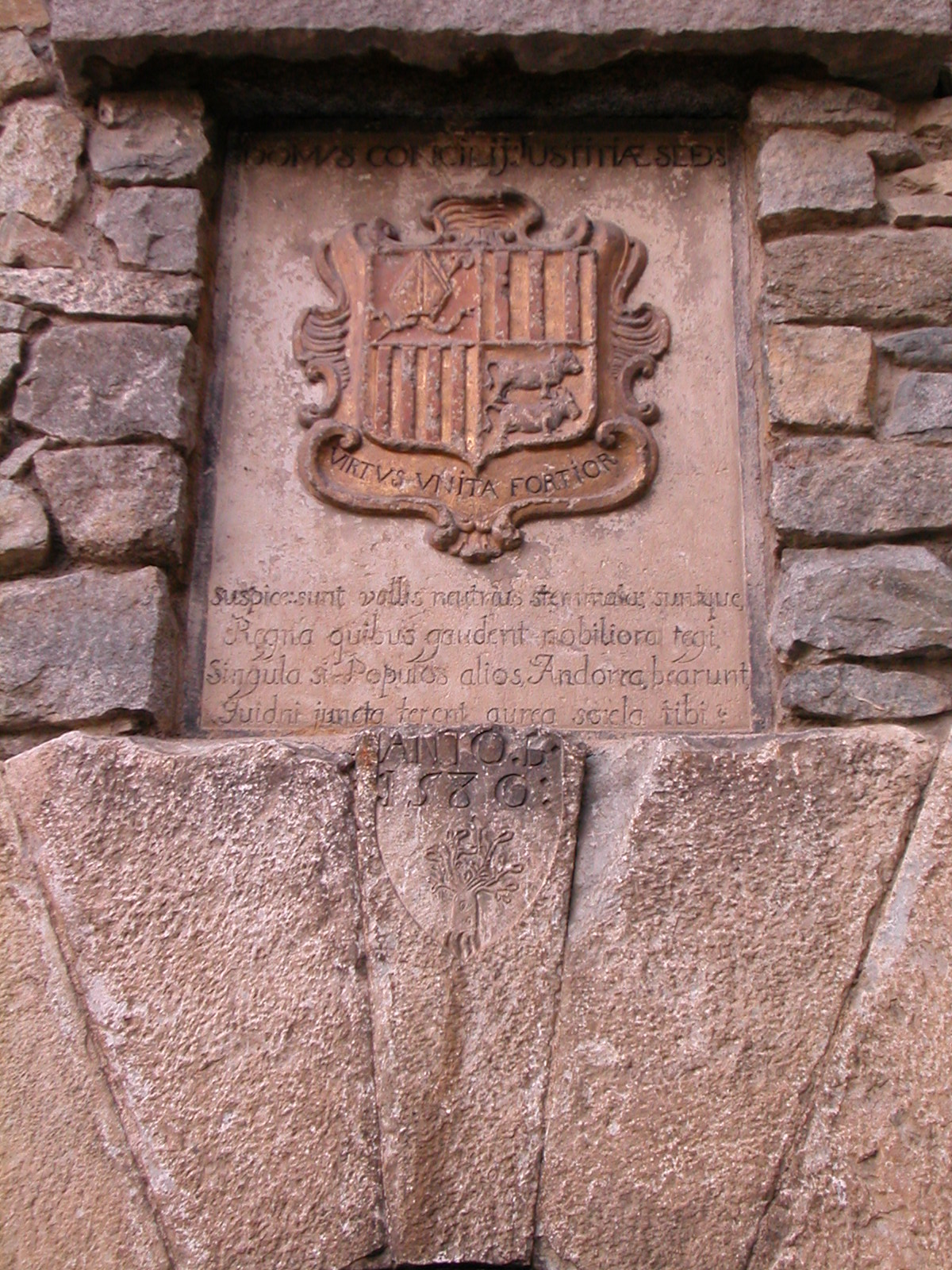
Les armoiries de l'Andorre.

Le plan du bâtiment est rectangulaire, élevé sur deux niveaux. À l'angle nord-ouest, un vieux pigeonnier constitue une tour de défense et donne à l’ensemble un aspect de petite forteresse.
Celle-ci donne au nord sur une petite place sur laquelle on découvre un volumineux martinet en fer, tandis qu'au sud se trouve un patio où l'on peut admirer une sculpture de Francesc Viladomat intitulée « La dansa ».
Le rez-de-chaussée est occupé par la salle la justice le Tribunal de Corts (« tribunal des Cortès »).

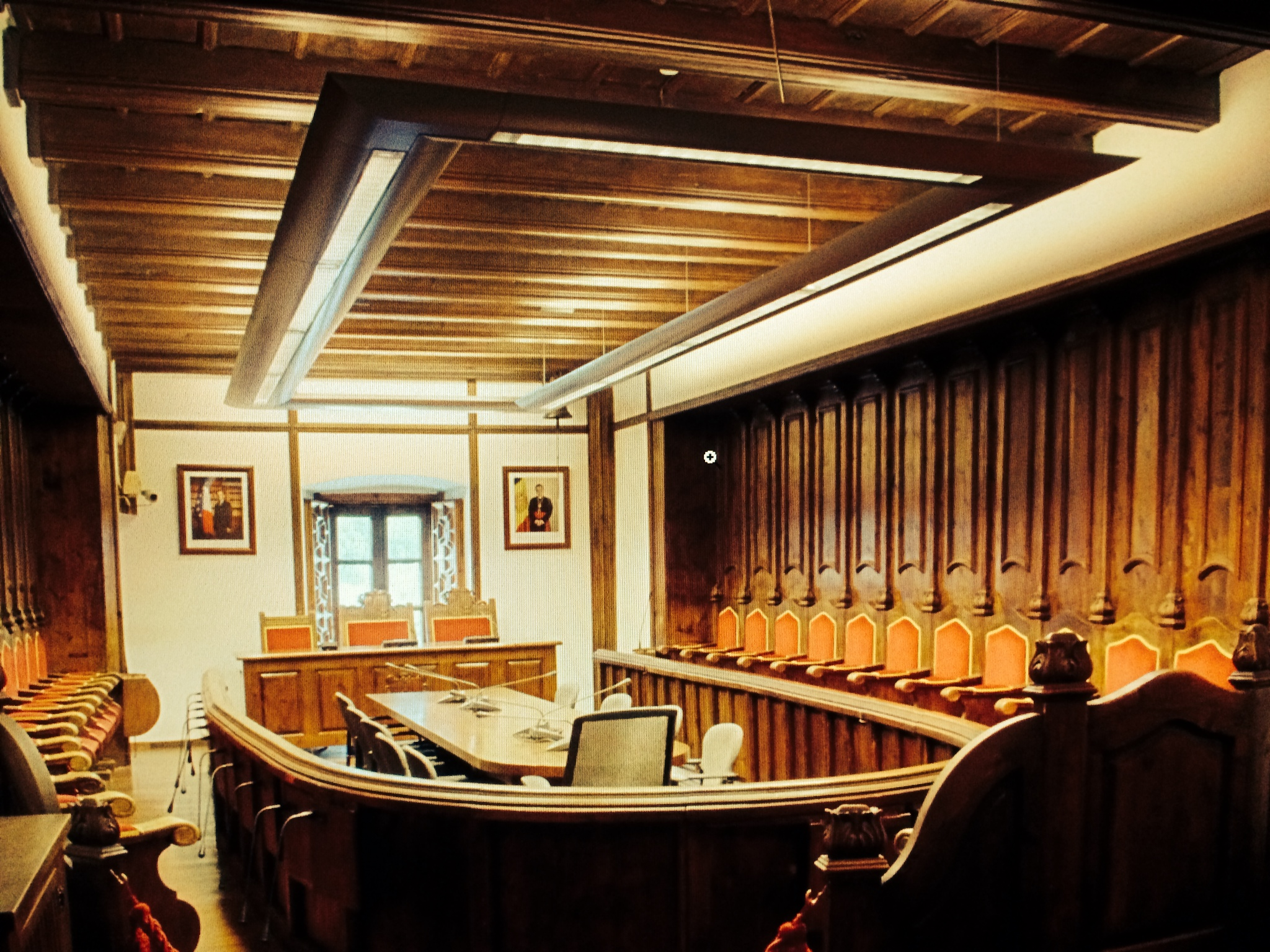
Ancien hémicycle du Conseil général dans la Casa de la Vall.

Au premier niveau, l'étage principal de l'ancienne maison familiale, se trouve :
- La salle du Conseil, dans laquelle est placée l'« armoire aux sept clés », baptisée ainsi, parce qu'elle possède sept serrures dont chacune des clés est la propriété des paroisses d'Andorre, et qui renferment des documents historiques de la principauté comme le Manual Digest ;
- La chapelle dédiée à Saint Ermengol, le saint patron du diocèse d'Urgell et des vallées d'Andorre ;
- L'ancienne cuisine de la demeure est devenue la « salle des pas perdus », où les manifestations officielles ont lieu.

Au deuxième niveau, occupé jusqu'au début des années 1990 par le Museu Postal d'Andorra démantelé depuis, se trouve un espace de réunion dans lequel la commission tripartite chargée de la rédaction de la constitution d'Andorre s'est réunie en 1993.